# 今井貴大
今井 貴大（いまい たかひろ、1989年2月8日 - ）は、地方競馬の名古屋競馬場竹下直人厩舎所属の騎手。日本初の平成生まれの騎手。

## 来歴
小学校の頃から父に名古屋競馬場や笠松競馬場に連れて行ってもらい、中学に入ったあたりから騎手を目指し始めた。地方競馬教養センター騎手課程第84期生で、同期に郷間勇太、花本龍一がいる。
2006年9月29日付けで地方競馬騎手免許を取得。同期の2人は昭和63年生まれのため、今井は日本で初めての平成生まれの騎手となった。同年10月23日、名古屋競馬第1競走で5番人気タカオリーズンで初騎乗（10頭立て6着）。同日第2競走を3番人気ホッコーラブリーで制し、2戦目で初勝利。
2007年9月21日、名古屋競馬第2競走をタイショウロマンで制し、地方競馬通算50勝達成。同年、日本プロスポーツ大賞新人賞受賞。
2008年1月14日、第22回全日本新人王争覇戦出場（11人中11位）。同年2007年愛知県競馬組合特別表彰受賞。同年9月17日、名古屋競馬第5競走をシンメイウラヌスで制し、地方競馬通算100勝達成。
2010年に結婚。同年4月21日の名古屋競馬では第8競走で夫婦2人の名前を冠した結婚記念競走が開催され、今井本人も出走し7番人気グランプリジョニーで2着となった。
2012年の東海ダービーをマイネルセグメントで勝ち、平成生まれで初のダービージョッキーとなった。同年7月8日、中京競馬場第8競走でJRA初騎乗（2番人気ワンダーフォルテで13着）。
2013年10月23日、笠松競馬第12競走をフェリーチェレガロで制し、地方競馬通算500勝（4279戦目）を達成。
2016年6月12日、阪神競馬場第2競走で6番人気トーホウリーガルに騎乗し、JRA初馬券圏内となる3着に入った。
2018年12月20日、名古屋競馬第7競走をトーホウウノで制し、地方競馬通算1000勝を達成。

## 主な騎乗馬

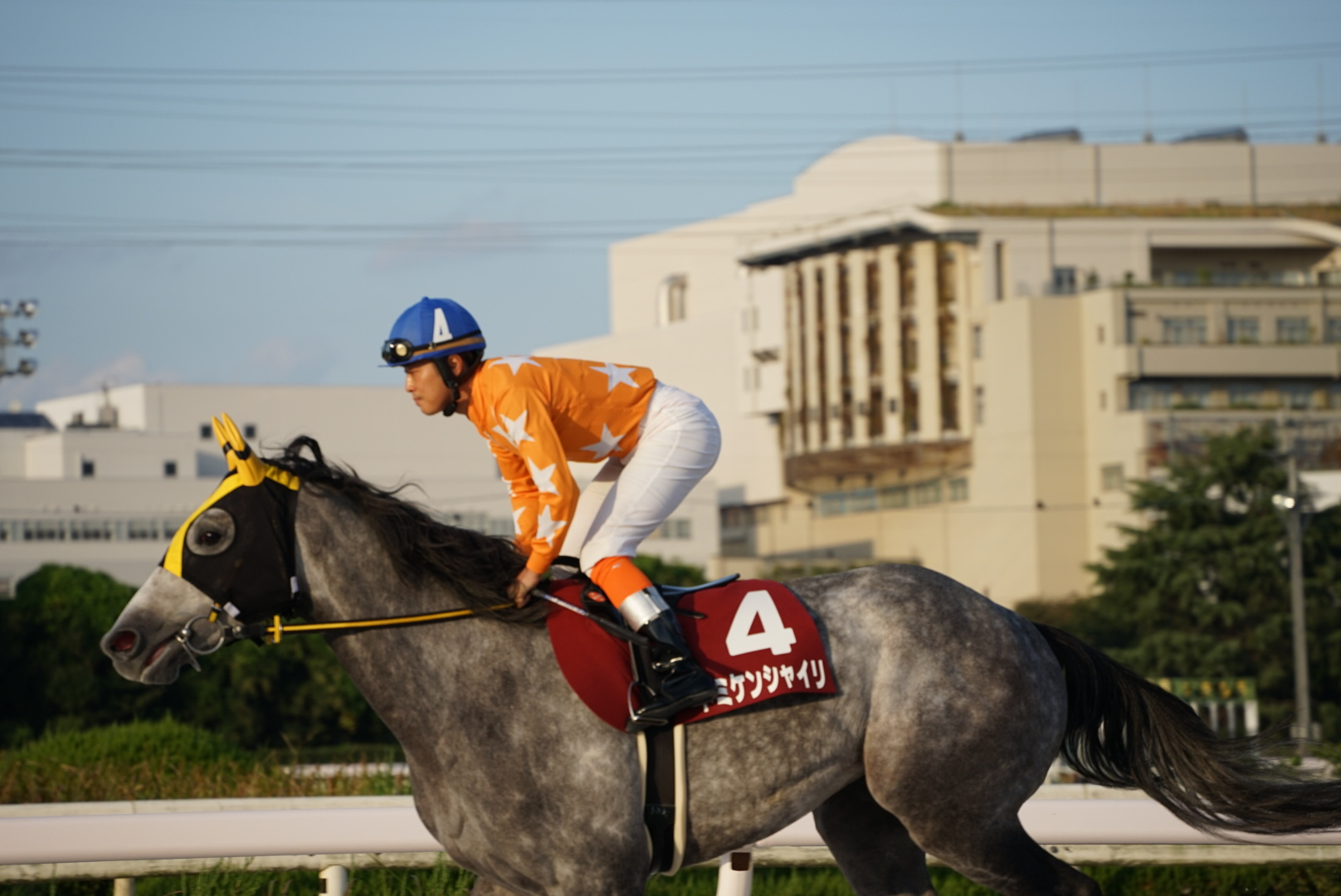
主戦として名古屋三冠を勝利したトミケンシャイリ（2021年）

- マイネルセグメント（2011年ライデンリーダー記念、2012年新緑賞、東海ダービー）
- ロードグリン（2012年新春盃）
- バズーカ（2015年東海ダービー）
- メモリードルマン（2015年クイーンカップ）
- マヤノクレド（2015年オータムカップ、東海菊花賞、東海ゴールドカップ）
- エムエスクイーン（2018年ゴールドウィング賞、ライデンリーダー記念、2019年梅桜賞、名古屋三冠〈駿蹄賞、東海ダービー、秋の鞍〉）
- トミケンシャイリ（2021年名古屋三冠、2022年マイル争覇、梅見月杯）
- レイジーウォリアー（2022年新春ペガサスカップ）
- メイショウワザシ（2022年くろゆり賞）
- フークピグマリオン（2024年ネクストスター中日本、2024年東海三冠〈駿蹄賞、東海優駿、岐阜金賞〉、秋の鞍、ウインター争覇、東海ゴールドカップ、2025年東海菊花賞）
- ベストリーガード（2024年ベイスプリント）
- ラジカルバローズ（2024年東海菊花賞）
- マッドルーレット（2025年マーチカップ）